# Relazioni internazionali dell'Azerbaigian

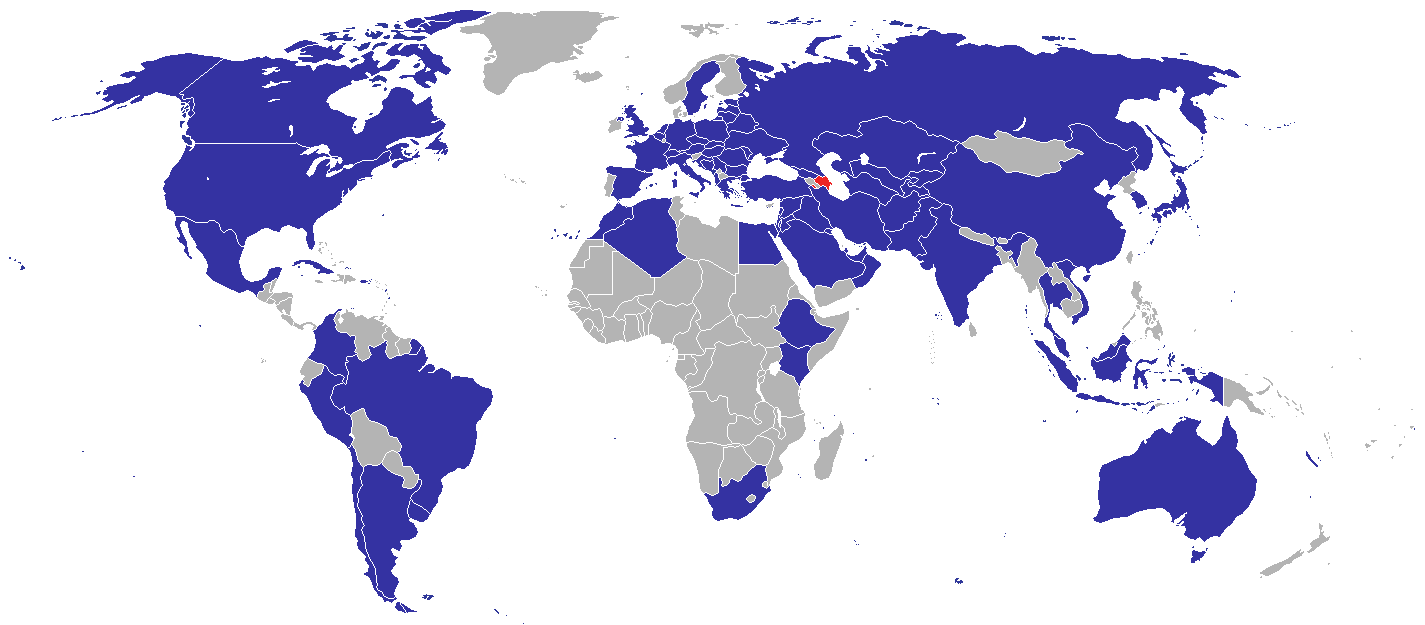
Missioni diplomatiche dell'Azerbaigian

La politica estera dell'Azerbaigian è un insieme di relazioni dell'Azerbaigian con altri stati e strutture internazionali.
Il concetto della politica indipendente nella Repubblica dell'Azerbaigian coincide con l'indipendenza degli stati dell'impero dopo il Crollo dell'Unione Sovietica. Fino a quel tempo, come in altre repubbliche dell'Unione, la politica della Repubblica Socialista Sovietica Azera (RSS Azera) era determinata dalla direzione del Partito Comunista dell'Unione Sovietica. Tuttavia, come risultato del progetto di perestrojka (ricostruzione), iniziato nell'Unione Sovietica dal 1984, la libertà è arrivata anche nell'Azerbaigian. Il 18 ottobre 1991, l'Azerbaigian è stato dichiarato come uno stato indipendente. Così, fu fondata la politica interna ed estera di un paese indipendente.
La regione in cui si trova l'Azerbaigian è veramente importante nella mappa politica del mondo da punto di vista geostrategica ed economica.

## Partecipazione alle organizzazioni internazionali
L'Azerbaigian fa parte ed è membro di organizzazioni come l'ONU, il Movimento dei paesi non allineati, la Comunità degli Stati Indipendenti (CSI), l'Organizzazione per la sicurezza e la cooperazione in Europa (l'OSCE), il Partenariato per la pace della NATO, il Partenariato Euro-Atlantico (l'EAPC), l'Organizzazione mondiale della sanità (OMS), l’Asian Development Bank (AsDB), la Banca Asiatica d'Investimento per le infrastrutture (AIIB), la Banca europea per la ricostruzione e lo sviluppo (BERS), il Consiglio d'Europa, il Trattato CFE, il Fondo monetario internazionale (FMI) e la Banca Mondiale (BM).

## Relazioni bilaterali

### Armenia
Le relazioni tese tra l'Azerbaigian e l'Armenia hanno profonde radici storiche. Alla fine degli anni '80, la popolazione armena della regione autonoma del Nagorno Karabakh della Repubblica Socialista Sovietica Azera ha avanzato delle pretese di trasferire la regione alla Repubblica Socialista Sovietica di Armenia. Queste pretese sono state supportate dalla parte della Repubblica armena. Il crescente conflitto etnopolitico portò alla pulizia etnica da entrambe le parti e agli scontri armati che, dopo il crollo dell'Unione Sovietica, si trasformarono in una guerra su vasta scala, durante la quale alcune aree dell'Azerbaigian, adiacenti al territorio della ex Regione autonoma del Nagorno Karabakh, passarono sotto il controllo degli armeni.
Nel 1994, tramite la mediazione di Russia, Azerbaigian, Armenia e la non riconosciuta Repubblica del Nagorno Karabakh hanno firmato un accordo trilaterale su un cessate il fuoco, che è stato periodicamente violato dalla parte armena negli ultimi 3-4 anni. Le parti detengono posizioni corrispondenti alla loro posizione al momento della firma dell'accordo. La maggior parte del Nagorno Karabakh, così come un certo numero di territori adiacenti, è controllata dalla non riconosciuta Repubblica del Nagorno Karabakh, che mantiene stretti legami con la Repubblica di Armenia, in particolare, utilizzando la sua moneta nazionale, il dram.
L'Azerbaigian e tutti gli stati membri delle Nazioni Unite considerano il Nagorno Karabakh come la parte del territorio dell'Azerbaigian e il Nagorno Karabakh non è stato riconosciuto a livello internazionale da nessuno Stato, compresa la stessa Armenia.
Il conflitto fra l'Azerbaigian e l'Armenia sul Nagorno Karabakh ha portato alla rottura dei rapporti diplomatici fra i due Stati del Caucaso. Si stima che il conflitto sul Nagorno Karabakh abbia risultato quasi 30.000 vittime e prodotto oltre un milione di sfollati.

#### Divieto di ingresso per i cittadini dell'Armenia
A causa dello stato di guerra con l'Armenia, il governo dell'Azerbaigian ha vietato l'ingresso ai cittadini dell'Armenia, così come ai cittadini di qualsiasi altro paese che sono di discendenza armena (inclusi russi armeni, armeni turchi, ecc.), nella Repubblica dell'Azerbaigian. Ci sono state eccezioni, in particolare per la partecipazione dell'Armenia ai Giochi europei del 2015 tenutisi a Baku.
Il governo dell'Azerbaigian vieta rigorosamente qualsiasi visita da parte di cittadini stranieri nella regione separatista del Nagorno-Karabakh (la Repubblica de facto dell'Artsakh) e le exclave azere di Kərki, Yuxarı Əskipara, Barxudarlı e Sofulu che fanno parte de jure dell'Azerbaigian, ma sotto controllo dell'Armenia, senza previo consenso del governo dell'Azerbaigian. I cittadini stranieri che entrano in questi territori senza permesso sono soggetti al rifiuto d'ingresso in Azerbaigian e all'inclusione nella "lista delle persone non grata". La stessa politica è stata applicata ai territori occupati dagli armeni che circondano il Nagorno-Karabakh fino al loro ritorno al controllo dell'Azerbaigian a seguito della seconda guerra del Nagorno Karabakh.

### Georgia
Le relazioni tra l'Azerbaigian e la Georgia erano sempre calde, a causa delle vicinanza delle culture e legame storico e di un confine comune durante l'Impero russo e l'Unione Sovietica. L'Azerbaigian ha un'ambasciata a Tbilisi e Georgia a sua volta ha un'ambasciata a Baku. Entrambi i paesi sono membri a pieno diritto del Consiglio d'Europa, dell'OSCE, del GUAM e dell'Organizzazione della cooperazione economica del mar Nero.
Il confine nazionale tra l'Azerbaigian e la Georgia è di 480 km. Con la Georgia confinano regioni dell'Azerbaigian come Qazax, Ağstafa, Tovuz, Samux, Qax, Zaqatala e Balakən.
La Georgia e l'Azerbaigian hanno mantenuto relazioni di buon vicinato da quando sono diventati come stati indipendenti nel 1918. Nel 1991, l'Azerbaigian e la Georgia hanno riacquistato la loro indipendenza e già il 18 novembre 1992 sono state stabilite relazioni diplomatiche tra i due paesi. Facendo il tentativo di bilanciare gli interessi regionali, il 10 ottobre 1997, l'Azerbaigian e la Georgia sono diventati due dei quattro fondatori dell'Organizzazione GUAM per la democrazia e lo sviluppo economico.
I due paesi cooperano strettamente per lo sviluppo regionale di energia, turismo, trasporto e progetti economici come l'oleodotto Baku-Tbilisi-Ceyhan, la ferrovia Baku-Tbilisi-Kars, TRACECA, Organizzazione della cooperazione economica del mar Nero. Georgia e Azerbaigian stanno collaborando con la NATO per la pace e la protezione generale dell'oleodotto Baku-Tbilisi-Ceyhan, che fornisce petrolio alla Turchia.
L'Azerbaigian e la Georgia cooperano estesamente nella sfera economica. SOCAR (Impresa petrolifera statale dell'Azerbaigian) è stata attivamente coinvolta nel mercato dell'energia della Georgia.
L'Azerbaigian mantiene la seconda posizione nell'elenco dei maggiori partner commerciali della Georgia. La Georgia esporta locomotive e altri mezzi di trasporto, fertilizzanti minerali e chimici, acque minerali, alcolici, articoli di vetro e medicinali in Azerbaigian. L'Azerbaigian, a sua volta, sta esportando petrolio e prodotti petroliferi, gas naturale, prodotti di plastica, mobili di casa e strutture edilizie in Georgia.

### Russia
Le relazioni tra la Repubblica di Azerbaigian e la Federazione Russa furono stabilite il 4 aprile 1992. L'accordo sull'amicizia, la cooperazione e la sicurezza reciproca tra la Federazione russa e la Repubblica di Azerbaigian (firmato il 3 luglio 1997) è un documento fondamentale nel quadro giuridico per le relazioni bilaterali.  La Russia ha un'ambasciata a Baku e l'Azerbaigian ha un'ambasciata a Mosca e il consolato generale a San Pietroburgo.  Azerbaigian ha anche annunciato che aprirà un altro consolato generale a Ekaterinburg.
La moderna frontiera terrestre interstatale tra la Russia e l'Azerbaigian è di 390,3 km. Fino al 1991, era il confine tra la RSFSR (compresi la Repubblica Socialista Sovietica Autonoma del Daghestan) e la Repubblica Socialista Sovietica Azera. Con la Russia confinano regioni dell'Azerbaigian come Balakən, Zaqatala, Qax, Şəki, Oğuz, Qəbələ, Qusar e Xaçmaz.
Ci sono oltre mezzo milione di azeri in Russia così come un notevole diaspora dei russi in Azerbaigian, che è la più grande diaspora russa nella regione.
Passando le difficoltà economiche degli anni ’90, a partire dal 2000, relazioni economiche fra l'Azerbaigian e la Federazione Russa si sono sviluppate. La cooperazione commerciale ed economica si sta rafforzando. Nel 2008, il volume degli scambi commerciali con l'estero tra l'Azerbaigian e la Russia è stato pari a 2.403 miliardi di dollari. L’Azerbaigian sta esportando alla Mosca soprattutto energia e materie prime, mentre la Federazione Russa esporta a Baku principalmente locomotive ferroviarie, automobili e prodotti alimentari.
Si sta esplicando anche la collaborazione nel settore tecnico-militare. Nel 2003, è stato firmato un accordo intergovernativo sulla cooperazione tecnico-militare, e nel 2006 - un accordo intergovernativo per la protezione reciproca dei diritti ai risultati di attività intellettuale usati e ricevuti durante cooperazione tecnico-militare bilaterale.
La Federazione Russa fino al 2012 affittava la stazione radar di Qəbələ dell'Azerbaigian - uno dei componenti del sistema russo per il monitoraggio dei lanci di missili balistici. La stazione radar di Gabala è stata costruita in epoca sovietica come uno degli elementi più importanti del sistema di difesa antimissile balistico sovietico.
Il problema del Nagorno Karabakh è all’origine delle tensioni tra Azerbaigian, Armenia e Federazione Russa. Si ritiene che la risoluzione di questa questione si configuri come l’elemento discriminante ai fini della realizzazione di una partnership speciale tra Federazione Russa e Azerbaigian.
Le relazioni russo-azere nel settore della cultura e dell'istruzione si stanno sviluppando costantemente. Nel dicembre del 2006, i due paesi hanno adottato un programma di cooperazione interstatale in ambito umanitario per il periodo 2007-2009. Nel 2005 è stato l'Anno dell'Azerbaigian in Russia e nel 2006 è stato l'Anno della Russia in Azerbaigian. Nel corso di questi due anni, i paesi hanno tenuto 110 eventi culturali speciali. Nel 2008, a Baku, è stato istituito un filiale dell'Università statale di Mosca. Nelle università dell'Azerbaigian oltre 15.000 studenti sono coinvolti nell'insegnamento della lingua russa. In Azerbaigian ci sono più di 50 giornali di lingua russa e 10 agenzie di stampa russe.
Bisogna anche notare che nel 1991 il monumento a Nizami Ganjavi fu installato di fronte all'ambasciata dell'Azerbaigian a Mosca. E nel 2001 a Baku è stato eretto un monumento ad Aleksandr Puškin per il decimo anniversario dell'indipendenza dell'Azerbaigian.

### Turchia
Le relazioni tra l'Azerbaigian e la Turchia sono sempre state solide e forti. Spesso questi due paesi vengono descritti come "una nazione con due stati" dall'ex presidente dell'Azerbaigian Heydər Əliyev dovuta al fatto che entrambi sono repubbliche turche.  La Turchia è stato il primo stato a riconoscere l'indipendenza dell'Azerbaigian nel 1991 ed è stato uno strenuo sostenitore dell'Azerbaigian nei suoi sforzi per consolidare la sua indipendenza, preservare la sua integrità territoriale e realizzare il suo potenziale economico derivante dalle ricche risorse naturali del Mar Caspio.
Le relazioni diplomatiche tra la Repubblica di Azerbaigian e la Repubblica di Turchia sono state stabilite il 14 gennaio 1992. I due paesi condividono un confine di 11 chilometri, con il fiume Aras che separa la Turchia dall'exclave Naxçıvan dell'Azerbaigian.
Dall'inizio della prima guerra del Nagorno Karabakh, la Turchia ha completamente sostenuto l'Azerbaigian. Dopo il passaggio della regione di Kəlbəcər sotto il controllo delle forze armene, la Turchia è intervenuto in una riunione straordinaria del Consiglio di sicurezza dell'ONU il 6 aprile. Nel 1993, Turchia ha bloccato unilateralmente confine armeno-turco, citando l'occupazione di territori azeri da parte delle forze armene. Il governo turco promette di aprire il confine a condizione che l'Armenia cessi di cercare il riconoscimento internazionale del genocidio armeno e ritiri le truppe dalla zona di conflitto nel Nagorno-Karabakh.
La Turchia è uno dei principali partner dell'Azerbaigian nella sfera militare. Nel gennaio 1992, il presidente dell'Azerbaigian Ayaz Mütallibov concluse un accordo di cooperazione militare con la Turchia, uno stato membro della NATO. L'esercito nazionale dell'Azerbaigian sta lavorando strettamente con le forze armate turche in molte aree. Nel giugno del 2010, la compagnia militare azera Azersimtel ha annunciato di aver raggiunto un accordo con la Turkish Mechanical and Chemical Industry Corporation (MKE) sul lancio di una struttura militare congiunta. Secondo il Ministro della Difesa turco Vecdi Gonul, l'assistenza militare turca all'Azerbaigian ha superato i $ 200 milioni nel 2010. Nella prima fase della produzione, la compagnia dovrebbe produrre armi militari per le forze armate dell'Azerbaigian. Nel dicembre 2010, entrambi i paesi hanno firmato la serie di trattati che si rendono reciprocamente garanti in caso di attacco da parte di forze straniere. Il trattato entra in vigore in seguito allo scambio di strumenti di ratifica e valido per 10 anni. Inoltre, il termine prorogato per altri 10 anni, se negli ultimi 6 mesi, non v'è alcuna notifica di sospendere il trattato.
A partire dagli anni 2000, l'Azerbaigian è diventato un mercato importante per la vendita di prodotti turchi. Le esportazioni annuali turche in Azerbaigian per il periodo 2001-2011 sono aumentate da $ 225 milioni a $ 2,064 milioni di dollari. L'Azerbaigian e la Turchia hanno successivamente costruito i loro legami linguistici e culturali per formare una partnership economica molto stretta. Turchia acquista gas naturale dall'Azerbaigian e le due cooperative, insieme alla vicina Georgia, in progetti infrastrutturali come l'oleodotto Baku-Tbilisi-Ceyhan, il gasdotto Baku-Tbilisi-Erzurum, la ferrovia Baku-Tbilisi-Kars e la proposta di gasdotto Trans-Anatolia.  Nel dicembre 2010, l'Assemblea nazionale ha ratificato il partenariato strategico e l'assistenza reciproca tra l'Azerbaigian e la Turchia. L'accordo comprende 23 articoli e cinque capitoli: questioni militari-politiche e di sicurezza, cooperazione militare e militare-tecnica, questioni umanitarie, cooperazione economica e disposizioni comuni e finali.
Missioni diplomatiche turche in Azerbaigian:
Ambasciata ad Ankara / Consolato Generale ad Istanbul / Consolato generale a Kars
Missioni diplomatiche azere in Turchia:
Ambasciata a Baku / Consolato generale in Naxçıvan / Consolato Generale a Ganja

### Iran
Le relazioni diplomatiche ufficiali tra l'Azerbaigian e l'Iran sono state stabilite dopo il crollo dell'Unione Sovietica. L'Iran e l'Azerbaigian condividono, in larga misura, la storia, la religione, l'etnia e la cultura simili. Il 12 marzo 1991, l'Iran fu uno dei primi a riconoscere l'indipendenza dell'Azerbaigian, e nell'agosto dello stesso anno il presidente azero Ayaz Mütallibov visitò Teheran con la prima visita ufficiale sua. Teheran fu rapida nel riconoscere l'Azerbaigian come uno stato indipendente e si mise in cammino per creare relazioni amichevoli con un paese simile al suo. L'Iran ha visto l'Azerbaigian come un terreno fertile per la diffusione ulteriormente la sua rivoluzione islamica. L'Azerbaigian era scettico nei confronti del governo teocratico iraniano e guardava invece alla Turchia come partner strategico. L'euforia iniziale dell'Iran alla prospettiva di un nuovo stato sciita si trasformò rapidamente in timore, dato che secondo l'Iran, Baku esprimeva sentimenti irredentisti e promuoveva l'idea di un "Grande Azerbaigian", secondo la quale si può unire l'Azerbaigian (il paese) e l'Azerbaigian (la regione nel nord-ovest dell'Iran). Temendo per le intenzioni possibili di Baku di alimentare il secessionismo all'interno dei suoi confini, l'Iran ha fornito un sostegno vitale all'Armenia nella sua guerra contro l'Azerbaigian sulla contesa regione del Nagorno-Karabakh, che si è trascinata dal 1988 al 1994 e si è conclusa in un inconcludente cessate il fuoco. L'Iran ha schierato con l'Armenia durante la guerra del Nagorno-Karabakh e questo non è stato dimenticato in Azerbaigian, poi il sostegno di Teheran all'Armenia non è diminuito, specialmente alla luce della recente crescita della dimostrazione di potenza dell'Azerbaigian. Il potere dell'Azerbaigian sta crescendo principalmente a causa dell'afflusso di petrolio e di gas provenienti dal Mar Caspio. Riconoscendo ciò, l'Iran ha cercato di riavvicinare il suo vicino settentrionale e spingere Baku a riconsiderare le sue relazioni con l'estero, principalmente i suoi stretti legami con Israele, perché in nessuna parte della regione l'Iran vede l'impronta israeliana più chiara che di quella nell'Azerbaigian. L'Azerbaigian è consapevole che i suoi approcci ed accordi con Israele irritano l'Iran, ma anche per l'Azerbaigian sono problematici i forti legami fra Iran e Armenia. Quando Teheran indica l'identità islamica dell'Azerbaigian, gli azeri sottolineano rapidamente che i rapporti di Teheran con l'Armenia sono stati senza complicazioni rispetto ai suoi legami con i suoi vicini musulmani.
La lunghezza del confine di stato tra i due paesi è 689 km.  L'Iran ha un'ambasciata a Baku e un consolato generale nella città di Naxçıvan. L'Azerbaigian ha un'ambasciata a Teheran e un consolato generale a Tabriz.  Entrambi i paesi sono membri a pieno titolo dell'Organizzazione di cooperazione economica e dell'Organizzazione della cooperazione islamica.
L'Iran e l'Azerbaigian sono inoltre le uniche nazioni musulmane sciite ufficiali nel mondo in cui la stragrande maggioranza della popolazione è musulmana sciita. Hanno rispettivamente la percentuale di popolazione sciita più alta e seconda più alta al mondo, così come la storia dello sciismo che è radicata in entrambe le nazioni esattamente nello stesso momento nella storia, mentre la maggioranza della popolazione di entrambe le nazioni vicine è prevalentemente cristiana o sunnita.
Nonostante questo, il panorama religioso in entrambi i paesi è completamente diverso. L'Iran è uno stato teocratico islamico che promuove attivamente e impone la fede al popolo, mentre l'Azerbaigian è uno degli unici stati ufficialmente laici nel mondo islamico e scoraggia l'influenza religiosa nella sfera pubblica e negli affari di stato; inoltre, l'osservanza religiosa è inferiore in Azerbaigian a causa di decenni di dominio sovietico.
Il 16 maggio 2005 l'Iran e l'Azerbaigian hanno firmato un trattato di non aggressione, che vieta, in particolare, per entrambi i paesi il diritto di ospitare nel loro territorio basi militari di paesi ostili alla controparte.
Il 1º febbraio 2010 l'Iran ha annullato il regime dei visti per i cittadini dell'Azerbaigian, escludendo i giornalisti da esenzione dai visti.

### Israele
Azerbaigian e Israele si sono impegnati in una cooperazione intensa dal 1992. L'Azerbaigian è uno dei pochi paesi a maggioranza musulmana oltre la Turchia, l'Egitto, la Giordania e le ex repubbliche sovietiche a sviluppare relazioni strategiche ed economiche bilaterali con Israele.
Il 25 dicembre 1991, Israele ha riconosciuto formalmente l'indipendenza dell'Azerbaigian, diventando uno dei primi stati a farlo, e ha stabilito relazioni diplomatiche con l'Azerbaigian il 7 aprile 1992.
Nel gennaio del 2004 Alimamed Nuriyev, deputato e presidente della Fondazione "Costituzione", ha affermato che l'Azerbaigian è sempre stato amichevole nei confronti degli ebrei e che nella repubblica non c'è mai stato l'antisemitismo. Ha invitato la leadership del paese ad espandere la cooperazione con Israele in campo politico, economico e militare.
L'Azerbaigian ospita circa 30.000 ebrei, residenti principalmente a Baku e Qırmızı Qəsəbə nel distretto di Quba dell'Azerbaigian. Gli ebrei della montagna vivono in Azerbaigian da quasi 1500 anni, essi sono i discendenti degli ebrei persiani. Durante la conquista del califfato islamico, gli arabi stabilirono una tribù ebraica alleata nei quartieri di Baku. Nel 1730 agli ebrei fu ufficialmente permesso di mettere radici e possedere proprietà a Quba. Ci sono anche quasi 5000 ebrei ashkenaziti che vivono principalmente a Baku. La prima scuola ebraica nell'Unione Sovietica fu aperta nel 1982 a Baku, allora capitale della Repubblica Socialista Sovietica Azera.

## Relazioni diplomatiche
L'Azerbaigian ha attualmente relazioni diplomatiche con 158 paesi del mondo: 
1. Turchia (14 gennaio 1992)
2. Svizzera (21 gennaio 1992)
3. Corea del Nord (30 gennaio 1992)
4. Ucraina (6 febbraio 1992)
5. Messico (10 febbraio 1992)
6. Spagna (11 febbraio 1992)
7. Austria (20 febbraio 1992)
8. Francia (21 febbraio 1992)
9. Polonia (21 febbraio 1992)
10. Arabia Saudita (24 febbraio 1992)
11. Yemen (25 febbraio 1992)
12. Bangladesh (26 febbraio 1992)
13. Stati Uniti (28 febbraio 1992)
14. India (28 febbraio 1992)
15. Gran Bretagna (11 marzo 1992)
16. Guinea (11 marzo 1992)
17. Iran (12 marzo 1992)
18. Libia (16 marzo 1992)
19. Germania (17 marzo 1992)
20. Corea del Sud (23 marzo 1992)
21. Finlandia (24 marzo 1992)
22. Egitto (27 marzo 1992)
23. Cuba (27 marzo 1992)
24. Filippine (27 marzo 1992)
25. Siria (28 marzo 1992)
26. Iraq (30 marzo 1992)
27. Paesi Bassi (1 aprile 1992)
28. Cina (2 aprile 1992)
29. Grecia (2 aprile 1992)
30. Danimarca (2 aprile 1992)
31. Russia (4 aprile 1992)
32. Israele (7 aprile 1992)
33. Palestina (15 aprile 1992)
34. Mongolia (16 aprile 1992)
35. Estonia (20 aprile 1992)
36. Ungheria (27 aprile 1992)
37. Sudafrica (29 aprile 1992)
38. Italia (8 maggio 1992)
39. Svezia (8 maggio 1992)
40. Moldavia (18 maggio 1992)
41. Santa Sede (24 maggio 1992)
42. Tagikistan (29 maggio 1992)
43. Lussemburgo (1 giugno 1992)
44. Bulgaria (5 giugno 1992)
45. Norvegia (5 giugno 1992)
46. Turkmenistan (9 giugno 1992)
47. Pakistan (9 giugno 1992)
48. Romania (16 giugno 1992)
49. Belgio (17 giugno 1992)
50. Australia (19 giugno 1992)
51. Nuova Zelanda (29 giugno 1992)
52. Thailandia (7 luglio 1992)
53. Canada (10 luglio 1992)
54. Oman (13 luglio 1992)
55. Sudan (25 luglio 1992)
56. Portogallo (4 agosto 1992)
57. Marocco (25 agosto 1992)
58. Guinea-Bissau (27 agosto 1992)
59. Kazakistan (30 agosto 1992)
60. Emirati Arabi Uniti (1 settembre 1992)
61. Giappone (7 settembre 1992)
62. Ghana (11 settembre 1992)
63. Libano (18 settembre 1992)
64. Vietnam (23 settembre 1992)
65. Indonesia (24 settembre 1992)
66. Etiopia (2 novembre 1992)
67. Georgia (18 novembre 1992)
68. Kirghizistan (19 gennaio 1993)
69. Repubblica Ceca (27 gennaio 1993)
70. Giordania (13 febbraio 1993)
71. Malaysia (5 aprile 1993)
72. Madagascar (26 maggio 1993)
73. Bielorussia (11 giugno 1993)
74. Albania (23 settembre 1993)
75. Brasile (21 ottobre 1993)
76. Argentina (8 novembre 1993)
77. Zambia (18 novembre 1993)
78. Slovacchia (21 novembre 1993)
79. Lettonia (11 gennaio 1994)
80. Algeria (22 aprile 1994)
81. Singapore (15 agosto 1994)
82. Comore (6 settembre 1994)
83. Qatar (14 settembre 1994)
84. Kuwait (7 ottobre 1994)
85. Mauritania (29 ottobre 1994)
86. Guatemala (1 novembre 1994)
87. Seychelles (2 novembre 1994)
88. Cile (3 novembre 1994)
89. Gambia (11 novembre 1994)
90. Afghanistan (16 novembre 1994)
91. Nicaragua (23 novembre 1994)
92. Angola (1 dicembre 1994)
93. Colombia (13 dicembre 1994)
94. Maldive (20 dicembre 1994)
95. Honduras (22 dicembre 1994)
96. Cambogia (28 dicembre 1994)
97. Malta (9 gennaio 1995)
98. Guyana (9 gennaio 1995)
99. Uruguay (11 gennaio 1995)
100. Croazia (26 gennaio 1995)
101. Bosnia ed Erzegovina (9 febbraio 1995)
102. Camerun (24 febbraio 1995)
103. Nepal (28 febbraio 1995)
104. Burundi (2 marzo 1995)
105. Sierra Leone (13 marzo 1995)
106. Saint Kitts e Nevis (22 marzo 1995)
107. Antigua e Barbuda (5 aprile 1995)
108. Panama (6 aprile 1995)
109. Venezuela (12 maggio 1995)
110. Laos (22 maggio 1995)
111. Mozambico (20 giugno 1995)
112. Macedonia del Nord (28 giugno 1995)
113. Uganda (19 agosto 1995)
114. Uzbekistan (2 ottobre 1995)
115. Niger (10 novembre 1995)
116. Giamaica (22 novembre 1995)
117. Brunei (24 novembre 1995)
118. Lituania (27 novembre 1995)
119. Slovenia (20 febbraio 1996)
120. Senegal (14 marzo 1996)
121. Andorra (30 aprile 1996)
122. Sri Lanka (21 maggio 1996)
123. Liberia (22 maggio 1996)
124. Peru (25 giugno 1996)
125. Irlanda (1 luglio 1996)
126. Bolivia (8 luglio 1996)
127. Mauritius (19 luglio 1996)
128. Gabon (1 ottobre 1996)
129. Gibuti (22 ottobre 1996)
130. Bahrein (6 novembre 1996)
131. Costa d'Avorio (19 novembre 1996)
132. Mali (26 novembre 1996)
133. Costa Rica (15 gennaio 1997)
134. Serbia e Montenegro (21 agosto 1997)
135. Islanda (27 febbraio 1998)
136. Tunisia (1 luglio 1998)
137. El Salvador (23 marzo 1999)
138. Birmania (3 agosto 1999)
139. Benin (14 ottobre 1999)
140. Suriname (11 febbraio 2000)
141. San Marino (19 aprile 2002)
142. Belize (24 giugno 2002)
143. Haiti (9 maggio 2003)
144. Saint Vincent e Grenadine (23 maggio 2003)
145. Ecuador (22 marzo 2004)
146. Somalia (22 marzo 2004)
147. Capo Verde (22 marzo 2004)
148. Ciad (5 aprile 2004)
149. Timor Est (5 aprile 2004)
150. Paraguay (20 aprile 2004)
151. Eritrea (20 aprile 2004)
152. Malawi (21 maggio 2004)
153. Burkina Faso (28 maggio 2004)
154. Ruanda (28 maggio 2004)
155. Kenya (28 maggio 2004)
156. Guinea Equatoriale (11 novembre 2004)
157. Nauru (11 novembre 2004)[44]